# Jerez de la Frontera
Pour les articles homonymes, voir Jerez.
Jerez de la Frontera, aussi appelée Xérès en castillan médiéval et en français, est une ville espagnole située dans le sud de l'Andalousie, dans la province de Cadix.
C'est la ville la plus peuplée de la province de Cadix, la cinquième d'Andalousie et la 25e d'Espagne.
Elle est célèbre pour la culture de la vigne — elle a donné son nom au triangle du Xérès — et pour l'élevage équin.
Elle est aussi une des capitales du flamenco avec Séville et Cadix.

## Géographie

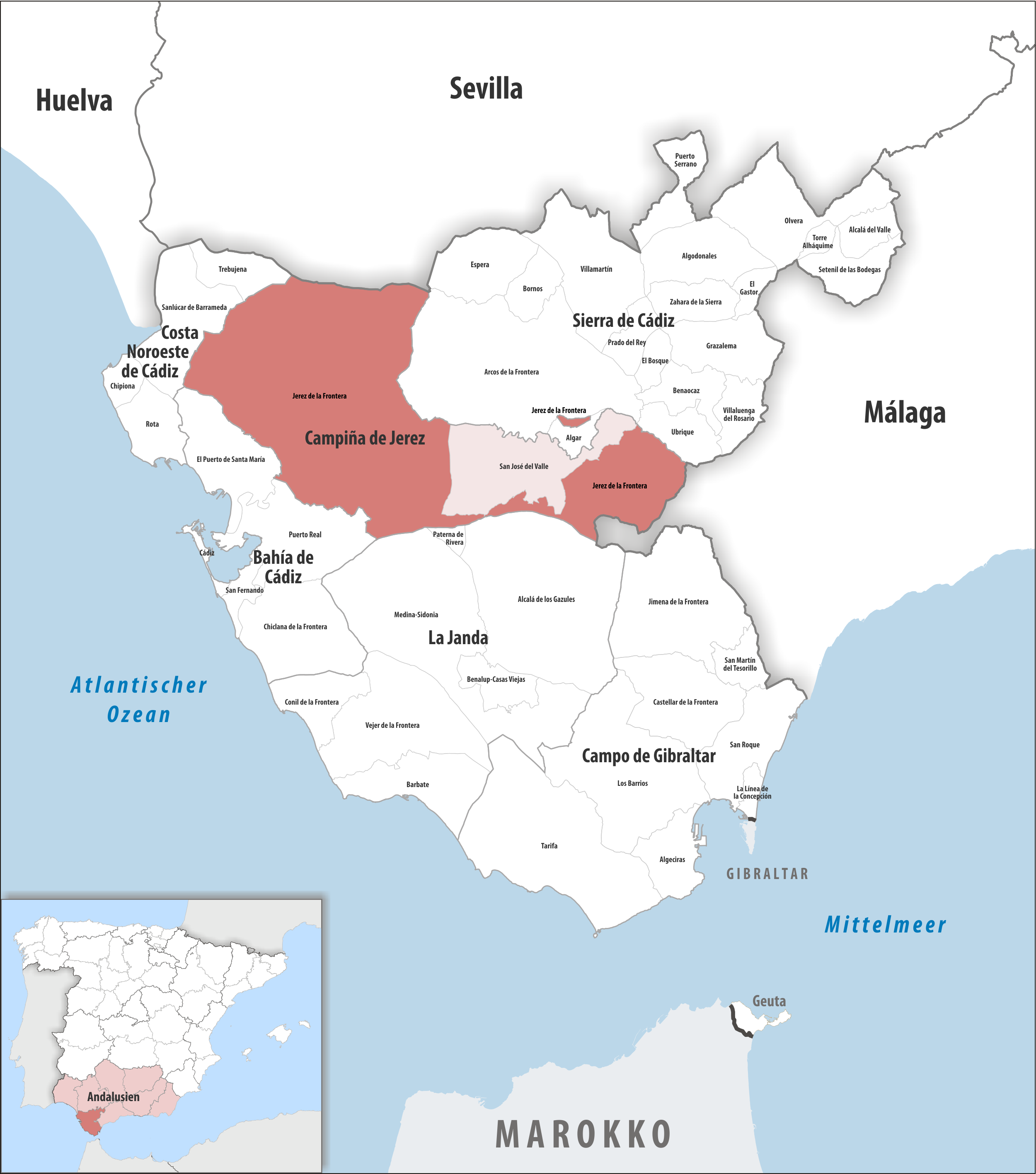
Jerez de la Frontera dans la province de Cadix / en Andalousie

### Localisation
La commune de Jerez de la Frontera fait partie de la comarque de Campiña de Jerez. Elle est située dans la plaine de l'estuaire du Guadalquivir, à 12 km de l'océan Atlantique.
Cadix est à 32 km au sud-ouest,
Malaga à 204 km est,
Gibraltar à 115 km au sud-est.
L'aéroport international de Jerez se trouve à 10 km au nord de la ville. 
Sa commune est très étendue dans le sens nord-ouest / sud-est : elle est attenante à la commune d'Ubrique à l'est et sa limite orientale n'est qu'à 4 km de la ville d'Ubrique. Elle a un étranglement au sud du réservoir de Guadalcacín (es) ; et elle inclut un petit territoire détaché à environ 1 km est-nord-est du réservoir de Guadalcacín, d'une longueur d'environ 5 km d'est en ouest et à peine 1 km de large dans le sens nord-sud.
Toute la partie Est de la commune est incluse dans le parc naturel Los Alcornocales (es) ; et la pointe extrême-est de la commune n'est qu'à environ 200 m du parc naturel de la Sierra de Grazalema.

## Toponymie
Le nom Frontera est partagé avec de nombreuses autres communes du sud de l'Andalousie et se réfère à la frontière historique avec al-Andalus, c'est-à-dire la frontière entre les mondes chrétien et musulman.

## Histoire

### Préhistoire
Le site d'El Trobal, 13 km au nord de Jerez de la Frontera, indique une occupation à l'âge du cuivre (Chalcolithique).

### Moyen Âge
La cité a été conquise par le roi Alphonse X en 1264.

## Patrimoine

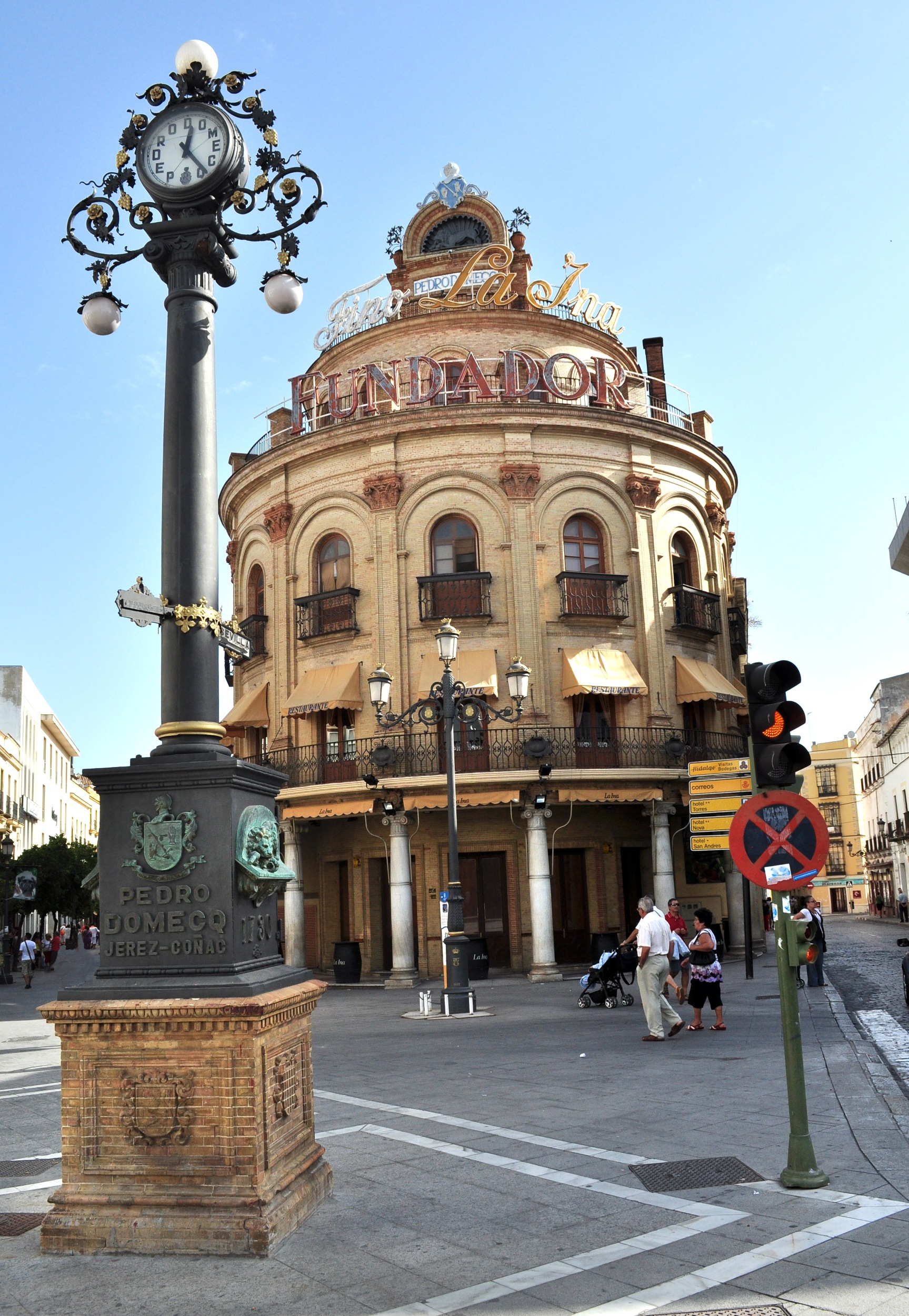
Le Coq Bleu

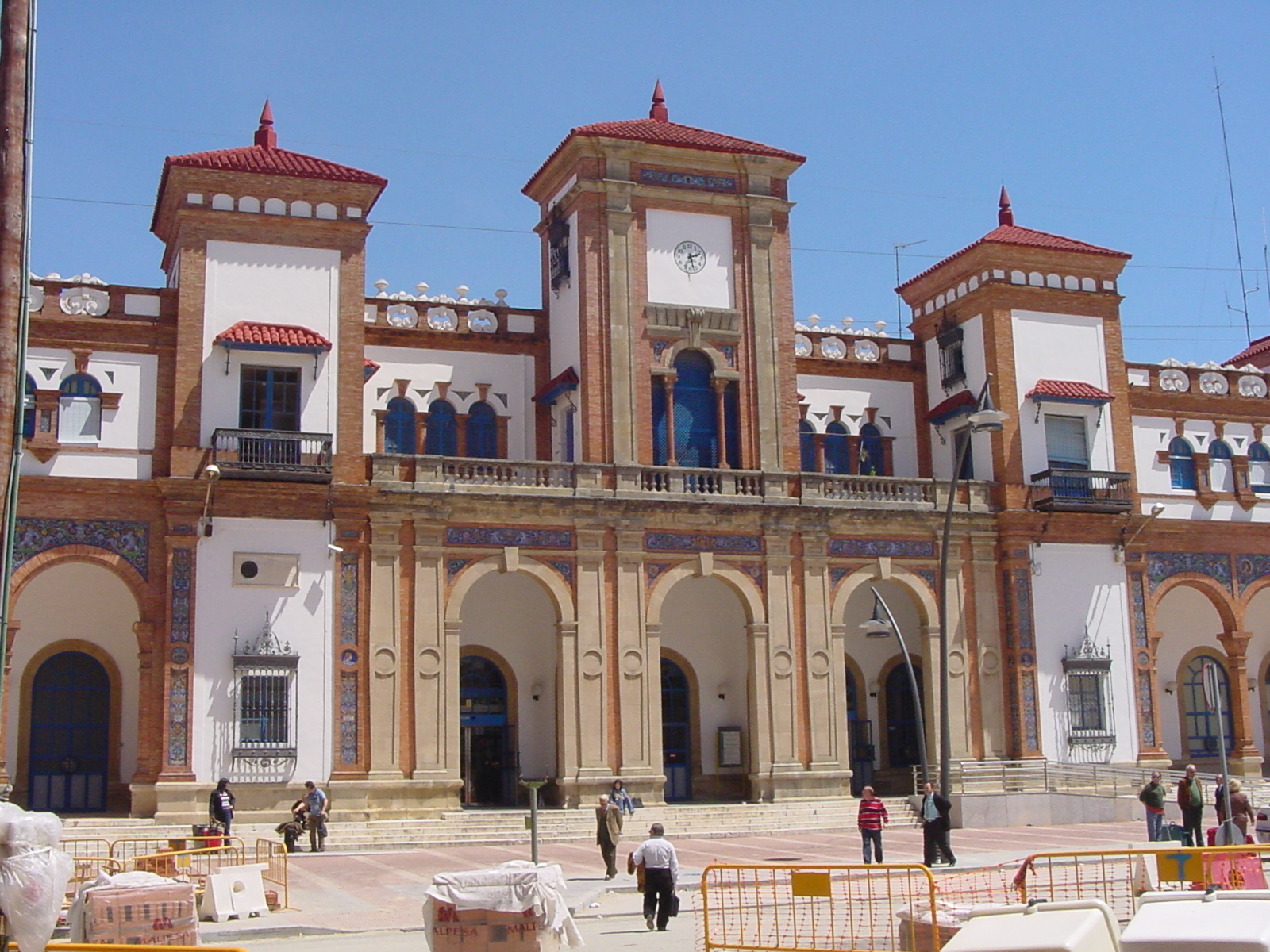
Gare de Jerez

Jerez est héritière d'un riche patrimoine historique, conservé principalement dans le périmètre du centre, classé.
Parmi les monuments les plus importants se trouvent l'ancien hôtel de ville, datant du XVIe siècle, et la cathédrale El Salvador, du XVIIe siècle, de styles gothiques, renaissance et baroque. L'alcázar représente un des hauts-lieux de l'architecture locale. D'époque almohade, il fut modifié à plusieurs reprises et présente un bel exemple d'architecture militaire. En son sein est conservée l'une des très rares mosquées médiévales d'Espagne.
La ville se distingue également par un grand nombre d'églises d'époques diverses (dont l'église de San Dionisio, et l'église Sainte Anne, siège de la Fraternité de la Chandeleur), ainsi que par ses palais et maisons nobles, dont le palais du Marquis de Mortara, archétype de la demeure seigneuriale locale. La chartreuse de Santa María de la Defensión est un des plus beaux exemples d'architectures gothique et renaissance en Andalousie ; elle renferme un grand nombre de toiles de Zurbarán.
Haut lieu de l'art équestre, la ville est l'épicentre de l'élevage des meilleurs chevaux andalous et le site de l'École royale andalouse d'art équestre.
Les bodegas, ou caves, des plus grands producteurs de vin de Xérès constituent d'authentiques chefs-d'œuvre d'architecture industrielle.
Enfin, la ville comporte dans sa partie ouest un parc zoologique et botanique, le Zoobotánico Jerez, fondé en 1953.

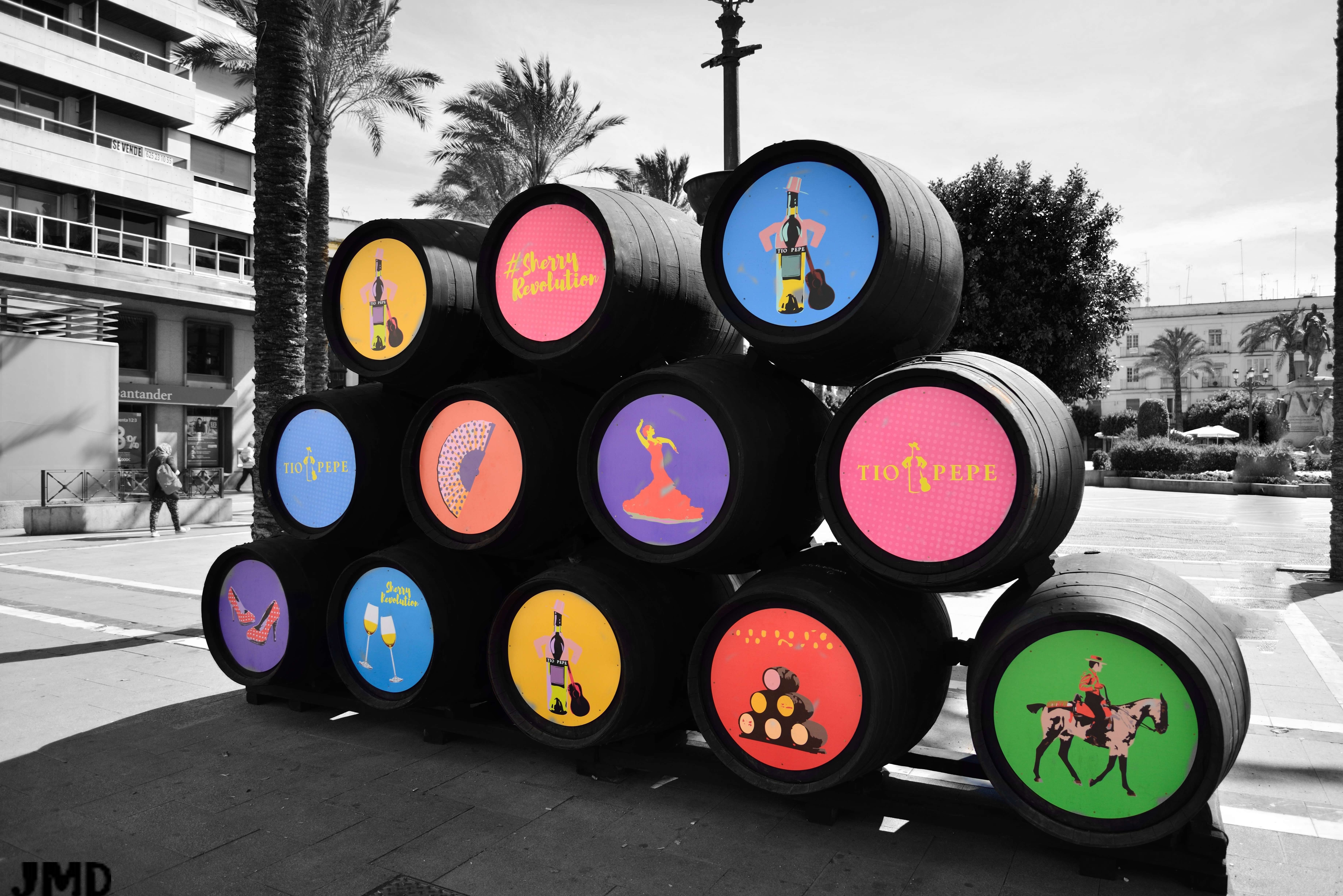
quelques vins de Jerez

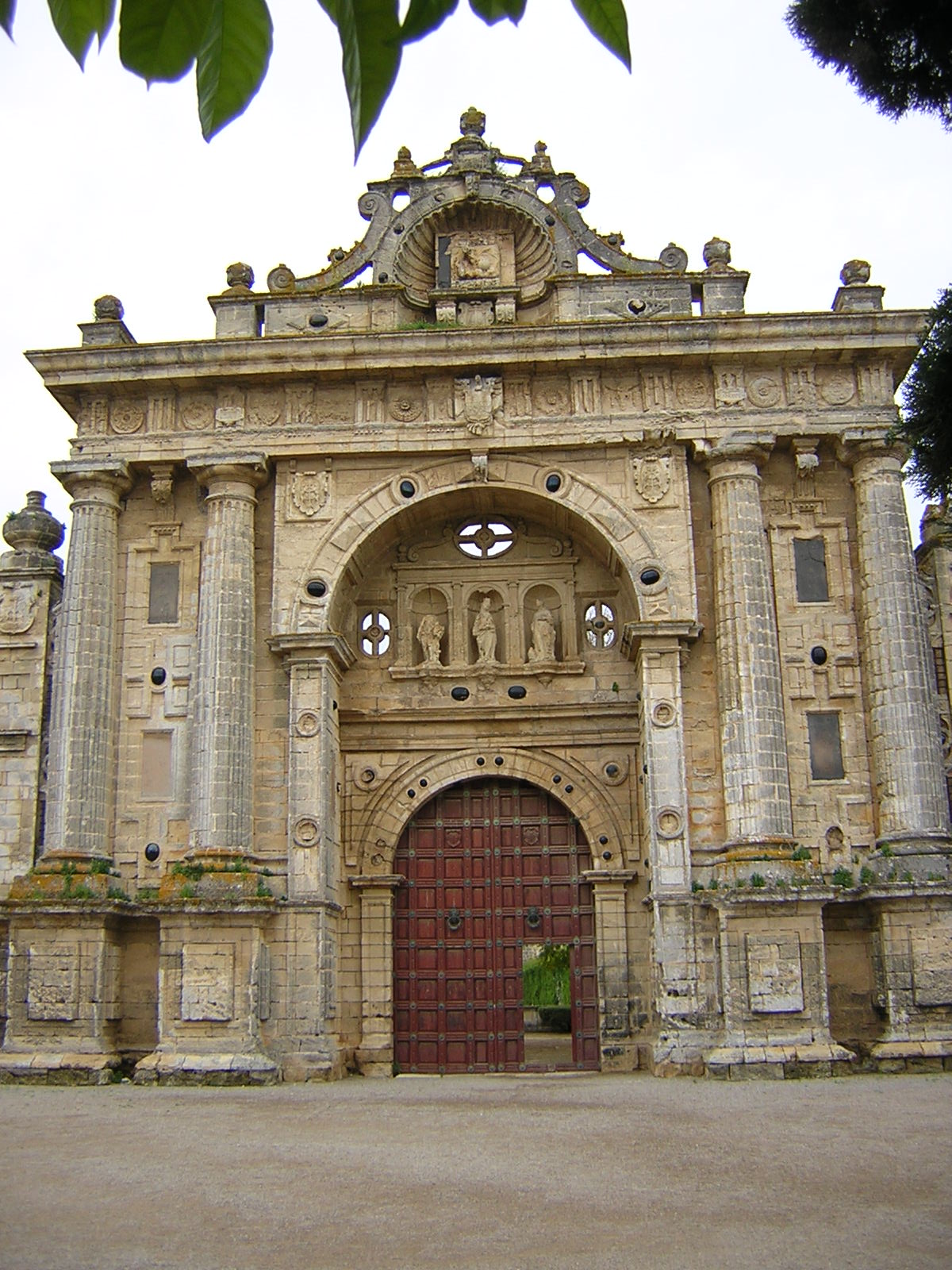
Portail baroque de la chartreuse.

## Économie
Le territoire vinicole du xérès
Jerez, El Puerto de Santa María et Sanlúcar de Barrameda sont les trois villes qui forment le « triangle du Xérès », le fameux vin de Xérès (ou « Sherry »), très prisé des Britanniques. C'est là que le vieillissement de ce vin devait se faire - le raisin, lui, pouvait provenir de n'importe quelle localité du territoire de la Denominación de Origen (DO). Depuis novembre 2022, les caves situées dans les municipalités comprises dans la DO (c'est-à-dire Trebujena, Lebrija, Chipiona, Rota, Chiclana et Puerto Real) peuvent effectuer le processus complet d'élaboration des vins et sont admises de plein droit à l'appellation d'origine.
Le taux de chômage atteint les 40% en 2015.

## Sport
La ville a accueilli la première étape de la Vuelta 2014, un contre-la-montre.
L'école royale andalouse d'art équestre a été fondée à Jerez en 1975 par Don Alvaro Domecq.
Jerez a accueilli en 2002 les Jeux équestres mondiaux, dans les sept disciplines reconnues par la Fédération équestre internationale (FEI) : le saut d'obstacles, le dressage, le concours complet, l'attelage (équitation), la voltige, l'endurance et, pour la première fois, le reining).
Le circuit permanent de Jerez est un circuit de vitesse situé à une dizaine de kilomètres de la ville. Utilisé, entre autres, pour les essais hors-saison de Formule 1, il a accueilli le Grand Prix d'Espagne de 1986 à 1990 et le Grand Prix d'Europe en 1994 et 1997. C'est aussi sur ce circuit qu'est organisé fin mars, le Grand Prix moto d'Espagne des Championnats du monde de vitesse moto.

### Football
Le Xerez Club Deportivo (Xerez CD) est un club de football basé à Jerez de la Frontera. En 2009, le club termine à la première place du championnat d'Espagne de D2, et obtient donc sa promotion en Primera División.
Le Jerez Industrial Club de Fútbol (Jerez Industrial CF) est un club de football actuellement en seconde division B et qui joue ses matchs au Stade de la Juventus.

## Démographie
La ville comptait 212 915 habitants en 2017, ce qui en fait la ville la plus peuplée de la province de Cadix, la cinquième d'Andalousie et la 25e d'Espagne.

## Politique et administration

### Conseil municipal
La ville de Jerez de la Frontera comptait 212 879 habitants aux élections municipales du 26 mai 2019. Son conseil municipal (en espagnol : Pleno del Ayuntamiento) se compose donc de 27 élus.
Depuis les premières élections municipales démocratiques de 1979, la ville a été un fief du Parti andalou, avant d'alterner entre le Parti populaire et le Parti socialiste ouvrier espagnol.

### Maires
| Mandat    | Maire | Maire                           | Parti | Majorité |
| --------- | ----- | ------------------------------- | ----- | -------- |
| 1979-1983 |       | Pedro Pacheco (es)              | PA    | 8 / 27   |
| 1983-1987 |       | Pedro Pacheco (es)              | PA    | 16 / 27  |
| 1987-1991 |       | Pedro Pacheco (es)              | PA    | 17 / 27  |
| 1991-1995 |       | Pedro Pacheco (es)              | PA    | 16 / 27  |
| 1995-1999 |       | Pedro Pacheco (es)              | PA    | 12 / 27  |
| 1999-2003 |       | Pedro Pacheco (es)              | PA    | 12 / 27  |
| 2003-2007 |       | María José García-Pelayo        | PP    | 8 / 27   |
| 2003-2007 |       | Pilar Sánchez Muñoz (es) (2005) | PSOE  | 9 / 27   |
| 2007-2011 |       | Pilar Sánchez Muñoz (es)        | PSOE  | 15 / 27  |
| 2011-2015 |       | María José García-Pelayo        | PP    | 15 / 27  |
| 2015-2019 |       | Mamen Sánchez Díaz (es)         | PSOE  | 7 / 27   |
| 2019-2023 |       | Mamen Sánchez Díaz (es)         | PSOE  | 10 / 27  |
| 2023-2027 |       | María José García-Pelayo        | PP    | 14 / 27  |

## Jumelages
- Séville (Espagne)
- Arles (France) depuis 1980
- Dijon (France)
- Castro Urdiales (Espagne)
- Kiyosu (Japon)
- Biarritz (France) depuis 1996[7]
- Fos-sur-Mer (France)[réf. nécessaire]

## Personnalités liées à la commune
- Al-Sharīshī (1161 ou 1181-1222), auteur d'Al-Andalus né et mort à Jerez de la Frontera.
- Manuel Pinto Queiroz Ruiz (1916-2000), plus connu en France sous le nom de Manuel Lozano, soldat républicain espagnol anarchiste, engagé dans la Résistance et héros de la Libération de Paris de la Nueve le 24 août 1944, est né dans la ville.